# Kusu (peuple)
Pour les articles homonymes, voir Kusu et Bukusu.
Les Kusu sont une population bantoue d'Afrique centrale vivant à l’est de la République démocratique du Congo, principalement dans la province du Maniema dans le territoire de Kibombo et Kailo. Ils sont aussi dans la province du Nord-Kivu ,d’Ituri et au Tanganyika à Kongolo sous le nom des Benya Lubunda et Benya Samba. Les Bakusu sont très proches des Tetela. Ils font partie du grand groupe Anamongo.

## Ethnonymie
Selon les sources, on observe plusieurs variantes : Babukusu, Bukusu, Fuluka, Kikusu, Kongola, Kusus, Kutsu, Ulukusu. 

## Langue
Leur langue est le kusu (ou kikusu), dont le nombre de locuteurs était estimé à 26 000 en 1971, mais la plupart parlent le swahili.

## Culture
La sculpture kusu ressemble à celle des peuples voisins. Leurs tabourets évoquent ceux des Lubas, les figures de pouvoir celles des Songyés et les figures d'ancêtres celles des Hembas.